# اچ‌ام‌اس آنریوالد (پی۴۵)
اچ‌ام‌اس آنریوالد (پی۴۵) (به انگلیسی: HMS Unrivalled (P45)) یک زیردریایی بود که طول آن ۱۹۵ فوت ۶ اینچ (۵۹٫۶ متر) بود. این زیردریایی در سال ۱۹۴۲ ساخته شد.